# صابر عزيزي
صابر عزيزي هو لاعب كرة قدم أفغاني في مركز الوسط، ولد في 13 يناير 1996 في مالمو في السويد. لعب مع نادي لاندسكرونا ‏.

## وصلات خارجية
- صابر عزيزي على موقع قاعدة بيانات كرة القدم.إي يو (الإنجليزية)
- صابر عزيزي على موقع ناشيونال فوتبول تيمز (الإنجليزية)
- صابر عزيزي على موقع Soccerway.com (الإنجليزية)